# William Sharon
William Sharon, född 9 januari 1821 i Smithfield, Ohio, död 13 november 1885 i San Francisco, Kalifornien, var en amerikansk republikansk politiker och affärsman. Han representerade delstaten Nevada i USA:s senat 1875-1881.
Sharon studerade juridik i Saint Louis och arbetade som advokat. Han var sedan verksam inom affärslivet i Illinois och i Kalifornien. Han flyttade 1864 till Nevada. Stora pengar gjordes i gruvstaden Virginia City och finansiären Sharon skaffade sig en betydande förmögenhet.
Sharon efterträdde 1875 William M. Stewart som senator för Nevada. Han efterträddes sex år senare av James Graham Fair.
Efter sin tid i senaten flyttade Sharon till Kalifornien. Han avled 1885 och gravsattes på Cypress Lawn Memorial Park i Colma.